# 吕赛勒马勒
吕赛勒马勒（法語：Luçay-le-Mâle，法語發音：[lysɛ lə mal] ⓘ）是法国安德尔省的一个市镇，位于该省北部偏西，属于沙托鲁区。

## 地理
吕赛勒马勒（47°7'48"N, 1°26'29"E）面积68.08 平方千米，位于法国中央-卢瓦尔河谷大区安德尔省，该省份为法国中部省份，北起卢瓦-谢尔省，西北接安德尔-卢瓦尔省，西南接维埃纳省，南至克勒兹省和上维埃纳省，东临谢尔省。
与吕赛勒马勒接壤的市镇（或旧市镇、城区）包括：埃克耶、热马洛什、朗热、沃伊、纳翁河畔维克、努昂莱方丹、维朗特鲁瓦-贝里地区法沃罗勒。

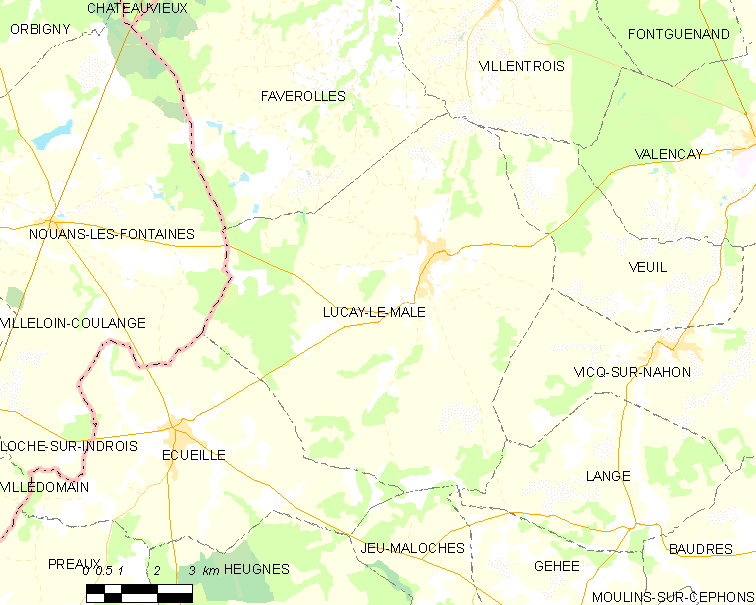
吕赛勒马勒的OSM定位图

吕赛勒马勒的时区为UTC+01:00、UTC+02:00（夏令时）。

## 行政
吕赛勒马勒的邮政编码为36360，INSEE市镇编码为36103。

## 政治
吕赛勒马勒所属的省级选区为瓦朗赛县。

## 人口

1962-2008年间吕赛勒马勒人口变化图示

吕赛勒马勒于2022年1月1日时的人口数量为1315人。